# Arrondissement (Allemagne)
 (novembre 2024).
Si vous disposez d'ouvrages ou d'articles de référence ou si vous connaissez des sites web de qualité traitant du thème abordé ici, merci de compléter l'article en donnant les références utiles à sa vérifiabilité et en les liant à la section « Notes et références ».
« Kreis » redirige ici. Pour les autres significations, voir Kreis (homonymie).
À ne pas confondre avec un arrondissement municipal allemand (Stadtbezirk)

Carte des 401 arrondissements (les villes-arrondissements sont en jaune).

Au 1er novembre 2016, l’Allemagne est découpée en 401 subdivisions :
- 294 arrondissements, appelés Kreis en Rhénanie-du-Nord-Westphalie et au Schleswig-Holstein, et Landkreis dans le reste du pays ;
- 107 villes-arrondissements, appelées Stadtkreis en Bade-Wurtemberg, et kreisfreie Stadt dans le reste du pays.

Le mot allemand Kreis signifie « rond » ou « cercle » et Stadt « ville ».
Voir :
- liste des arrondissements d'Allemagne ;
- liste des villes-arrondissements d'Allemagne.

Ces arrondissements sont des sous-divisions territoriales d’un niveau intermédiaire entre les districts (Regierungsbezirke), qui sont eux-mêmes des divisions territoriales (de niveau supérieur) des États fédérés (Länder), et les municipalités au niveau local (Gemeinden).

## Organisation

Organisation administrative verticale de l'État fédéral allemand.

Tous les Landkreise se divisent en municipalités (Gemeinden). Le nombre de municipalités pour chacun d’eux varie énormément : il va de six pour l'arrondissement d’Ammerland, jusqu'à 235 pour l'arrondissement de Bitburg-Prüm. Nombre de municipalités n'ont pas d’administration propre (Einheitsgemeinde), elles se réunissent alors en communautés d’administration.
Les cas de la région de Hanovre (Region Hannover) et de la région urbaine d'Aix-la-Chapelle (Städteregion Aachen) sont exceptionnels en Allemagne. Dans celles-ci, les anciens (Land)kreise et les villes se sont liés. Hanovre et Aix-la-Chapelle ont donc gardé beaucoup de droits en tant que « ville libre » constituant un Kreis (kreisfreie Stadt).

## Rôle et administration
Les arrondissements sont responsables :
- de la construction et de l'entretien des routes B ;
- de la protection sociale ;
- de la protection infantile ;
- de l'entretien des parcs nationaux ;
- de la construction et de l'entretien des hôpitaux ;
- de la construction et l'entretien des écoles d'enseignement secondaire ;
- de la collecte et l'élimination des déchets ménagers ;
- de l'immatriculation des véhicules ;
- de l'aménagement d'infrastructures qui concerne plusieurs municipalités (Gemeinden).

Cependant les arrondissements ont des attributions et domaines d’action différents suivant la Constitution de chaque État fédéré, et les statuts et attributions accordés aux municipalités.
Néanmoins, arrondissements (Kreise) et municipalités (Gemeinden) travaillent en étroite collaboration.
Selon les lois locales, différentes dans chaque région (Lander), les arrondissements sont aussi responsables :
- de financer la culture ;
- des mobilités douces, comme l'aménagement de zones piétonnes et pistes cyclables ;
- d'aides financières pour les échanges scolaires ;
- de la construction et de l'entretien des bibliothèques ;
- du développement économique ;
- du développement touristique ;
- de la gestion des universités et instituts d’apprentissage pour adultes.

## Compléments